# Bombe à chauves-souris

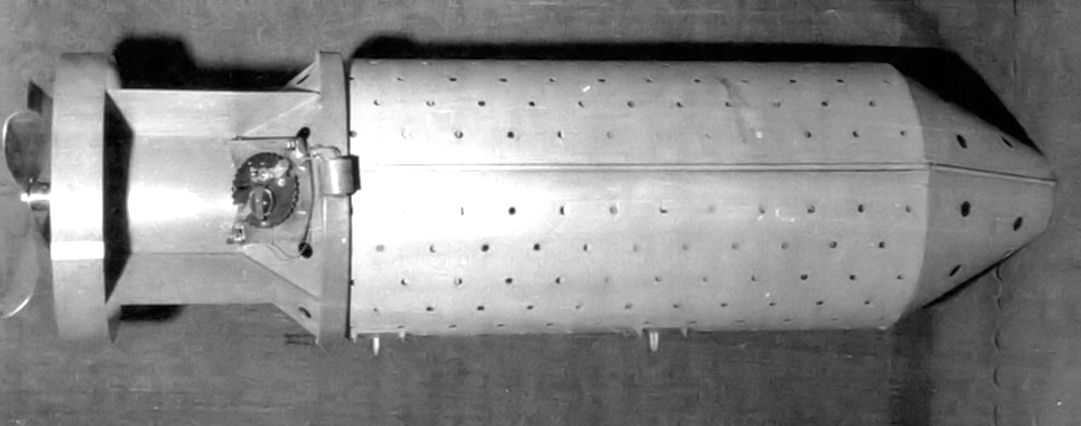
Conteneur de bombe à chauves-souris de l'armée de l'air américaine, utilisé par la suite comme abri d'hibernation des chauves-souris.

La bombe à chauves-souris est une arme expérimentale de la Seconde Guerre mondiale développée aux États-Unis. Les bombes étaient constituées d'un réservoir en forme de bombe et contenant de nombreux compartiments. Chacun d'eux contenait une chauve-souris de l'espèce des tadarides du Brésil (Tadarida brasiliensis), équipée d'une petite bombe incendiaire reliée à un système de déclenchement à retardement. Largué à l'aube depuis un bombardier, le conteneur devait déployer un parachute à mi-chute, puis s'ouvrir pour libérer les chauves-souris. Celles-ci iraient alors se percher dans les corniches des toitures et les greniers. Des incendies se déclareraient alors dans les endroits inaccessibles des maisons majoritairement constituées de papier et de bois, dans les villes japonaises, cibles désignées de cet armement.

## Aperçu
Les bombes à chauves-souris furent conçues initialement par un dentiste de Pennsylvanie du nom de Lytle S. Adams, qui se trouvait être un ami d’Eleanor Roosevelt, la femme du président, et qui soumit l'idée à la Maison-Blanche en janvier 1942. Par la suite, elle reçut l'approbation du président Franklin Roosevelt conseillé par Donald Griffin.
Le Dr Adams avait observé que les infrastructures japonaises étaient particulièrement vulnérables aux incendies, la plupart des bâtiments étant constitués de papier, de bambou et d’autres matériaux hautement inflammables. Il avait été prévu de lâcher des bombes à chauves-souris, chacune munie d'une petite bombe incendiaire au napalm avec retardateur, au-dessus de villes présentant des cibles industrielles très disséminées. Les chauves-souris se disperseraient loin de leur point de libération, puis à l'aube, elles iraient se cacher dans les bâtiments de la ville entière. Peu après, les mécanismes à retardement allumeraient les bombes, causant des incendies généralisés, générateurs de chaos.
Les États-Unis décidèrent de développer les bombes à chauves-souris pendant la Seconde Guerre mondiale, considérant quatre facteurs biologiques favorables à ce plan. Tout d'abord, les chauves-souris existent en grand nombre. Quatre grottes au Nouveau-Mexique sont chacune occupées par plusieurs millions d'individus. Deuxièmement, les chauves-souris peuvent porter en vol plus que leur propre poids — les femelles emportent leur petit en vol, et parfois des jumeaux. Troisièmement, les chauves-souris hibernent, et, pendant leur sommeil, elles ne nécessitent ni soin ni alimentation. Enfin, elles volent dans l'obscurité, et trouvent ensuite des endroits retirés, souvent dans les bâtiments, pour se cacher durant la journée.

## Détails du projet

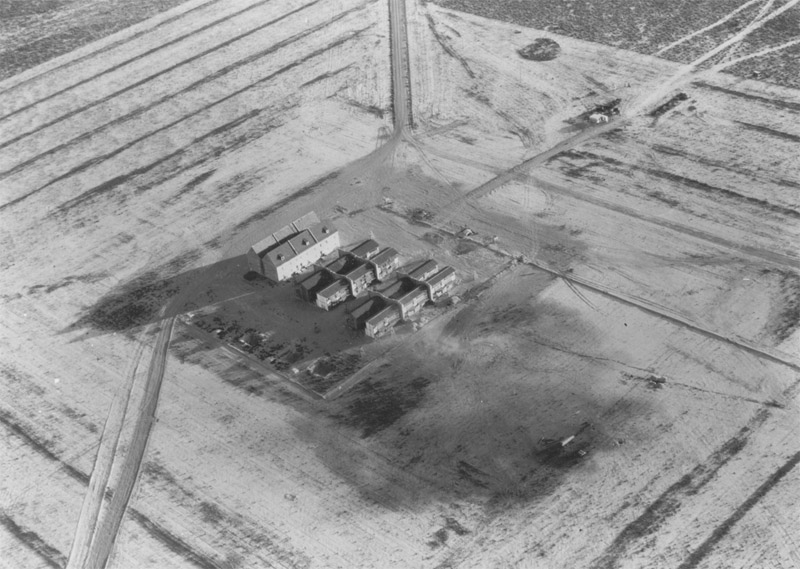
Vue aérienne du village japonais et du village allemand utilisé pour des tests d'armes incendiaires sur le terrain du Dugway Proving Ground.

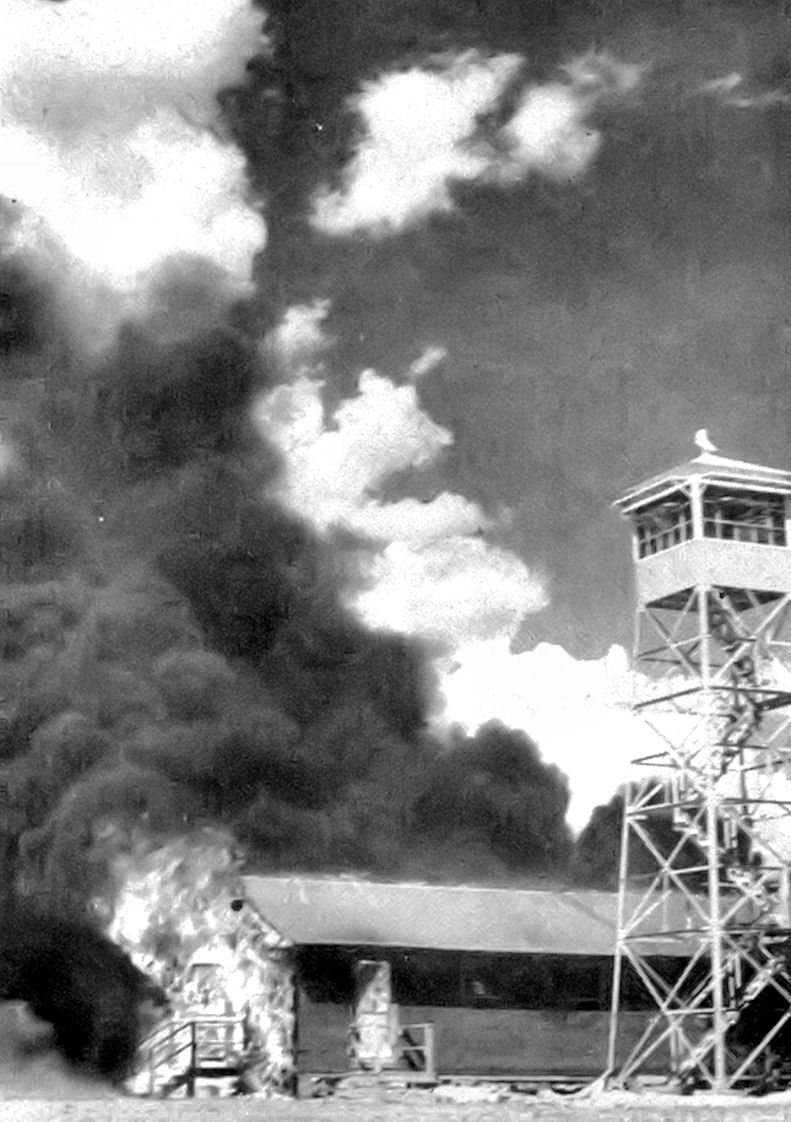
Incendie d'un bâtiment de la base aérienne auxiliaire du champ d'aviation de l'United States Army Air Forces à Carlsbad, Nouveau-Mexique, causé malgré elles par des chauves-souris échappées de l'expérience.

Vers mars 1943, une espèce de chauve-souris convenant au projet avait été sélectionnée. Le projet avait été considéré comme suffisamment sérieux pour que Louis Fieser, l'inventeur du napalm militaire, conçoive des dispositifs incendiaires de 17 et de 28 grammes que porteraient les chauves-souris. On conçut également un réservoir à chauves-souris, similaire à une enveloppe de bombe, comptant vingt-six plateaux superposés, chacun contenant des compartiments pour quarante chauves-souris, soit un emport potentiel de mille-quarante animaux. Les conteneurs seraient largués à 3 000 m d'altitude. À l'altitude de 10 000 pieds (3 000 m)[Quoi ?], la bombe devait s'ouvrir, puis les plateaux se sépareraient, mais demeureraient suspendus à un parachute qui se déploierait à l'altitude de 300 m. Il était prévu que dix bombardiers B-24 portant chacun une centaine de conteneurs, et partant d'Alaska, pourraient libérer 1 040 000 chauves-souris porteuses de bombes au-dessus de la cible, à savoir les villes industrielles de la baie d'Osaka. On mena plusieurs séries d'essais pour répondre à diverses questions opérationnelles. Lors d'un incident, un incendie se déclara le 15 mai 1943 sur la base aérienne auxiliaire du champ d'aviation de l'United States Army Air Forces, à proximité de Carlsbad, au Nouveau-Mexique. Des chauves-souris équipées avaient été libérées par accident. Elles mirent le feu à la zone d'essai et allèrent se percher sous un réservoir d'essence. À la suite de ce revers, le projet fut relégué à la Marine américaine en août 1943, qui le rebaptisa  « Projet X-Ray », puis au corps des Marines en décembre. Celui-ci transféra l'opération à leur champ d'aviation d'El Centro (Californie). Après plusieurs expériences et ajustements opérationnels, l'essai définitif fut mené sur le « Village japonais », une réplique en réduction d'une ville japonaise construite par le Service de la Guerre chimique sur leur site d'essai du Dugway Proving Ground, dans l'Utah. Les observateurs en rendirent compte avec optimisme. Le chef des essais incendiaires de Dugway écrivit : « Un nombre raisonnable de feux destructifs peut être engagé malgré la taille extrêmement réduite des unités. L'avantage principal des unités semble être leur placement à l'intérieur des positions ennemies à l'insu des propriétaires ou des guetteurs d'incendie, permettant ainsi aux feux de se propager avant leur découverte ». L'observateur du Comité de recherche de la Défense nationale (National Defense Research Committee, NDRC) affirmait : « Nous en concluons que X-Ray est une arme efficace. » Le rapport du chimiste en chef (Chief Chemist) affirmait que sur la base du poids considéré, X-Ray était plus efficace que les bombes incendiaires standards utilisées à l'époque. « Autrement dit, les bombes ordinaires donneraient probablement entre 167 et 400 feux pour chaque bombe chargée, là où X-Ray donne 3 625  à   4 748 feux ».
D'autres essais étaient prévus pour l'été 1944 mais le programme fut annulé par l'amiral de la flotte Ernest J. King lorsqu'il entendit qu'il ne serait vraisemblablement pas prêt pour le combat avant la mi-1945. Le budget dépensé sur le projet jusqu'à ce moment a été estimé à 2 millions de dollars. On pensait que le développement des bombes à chauves-souris avançait trop lentement et était dépassé dans la course vers une fin rapide de la guerre par le projet de bombe atomique.
Le Dr Adams maintint que ces bombes à chauves-souris auraient été efficaces sans les effets dévastateurs de la bombe atomique. Il a dit :

« Imaginez des milliers d'incendies survenant simultanément dans un disque de 70 km de diamètre autour de chaque bombe larguée. Le Japon aurait pu être dévasté, mais avec cependant un faible nombre de vies perdues. »

Le Dr Stanley P. Lovell, directeur de la recherche et du développement de l'Office of Strategic Services (OSS), évoqua ultérieurement le projet tristement célèbre d'« invasion par les chauves-souris » comme « Die Fledermaus Farce ».

## Influences culturelles
- L'ouvrage Sunwing écrit par Kenneth Oppel est inspiré de ce plan ;
- La chanson The Story Of The Japanese Bat Bomb de l'album de 2008 Doris, Buzz and Friends, écrit par John Krane, est également basé sur ce projet, bien qu'il évoque son inventeur attristé par la détonation imminente de la bombe (il n'y a aucune preuve d'un tel sentiment) ;
- Adams et son projet de bombe à chauves-souris constituent le sujet du poème de Derrick C. Brown The Project Known as X-Ray (Le projet connu sous le nom de rayon X), dans le recueil Scandalabra ;
- Le roman d'Alan Scott The Anthrax Mutation (La mutation de l'anthrax), dont le titre original était Project Dracula, utilisait le concept de bombe à chauves-souris, mais avec des chauves-souris portant des poches remplies de bacilles de la maladie du charbon (anthrax en anglais) sous forme de poudre, une variété améliorée par génie génétique afin d'être particulièrement infectieuse, et résistante, tant aux effets de la lumière solaire qu'à la température ;
- Dans la bande dessinée Le Groom vert-de-gris (de la série Spirou et Fantasio), un Belge élève des chauves-souris, équipées de bombes, à aller au contact avec les avions allemands.